# 옥저
옥저(沃沮, 기원전 3세기 ~ 285년)는 함경남도 영흥 이북에서 두만강 유역 일대에 걸쳐 있었던 종족과 읍락 집단을 가리킨다.
토지가 비옥하여 오곡을 생산하였고, 어물과 소금 등의 해산물이 풍부했는데, 고구려에 소금, 어물 등을 공납으로 바쳤다. 옥저는 고구려와 같이 부여족의 한 갈래였으나 풍속이 달랐다. 신랑과 신부가 어린 나이에 약혼을 하고, 신부가 신랑 집에서 살다가 어른이 되면 예물을 주고 신부를 데려오는 민며느리제가 있었고, 가족이 죽으면 시체를 풀이나 흙으로 가매장한 후에 나중에 그 뼈를 추려서 가족공동묘인 커다란 목곽에 안치하는 세골장도 있었다. 그 입구에는 쌀을 담은 항아리를 매달아 죽은 자의 양식으로 하였다. 고구려의 후방 기지 역할을 한 옥저는 조위의 고구려 정벌의 여파로 동천왕 때 침략을 받기도 하였다.
북옥저는 치구루(置溝婁)나 구루로 나타내었고 고구려어로 성(城)을 의미한다고 한다.

## 위치
옥저는 고대에서 함경도 함흥평야를 중심으로 한 북부의 부족 사회이다. 북은 읍루·부여, 남은 예(濊)에 접하고 있었다.

### 통설
옥저는 동옥저로도 불렸고, 다시 남옥저와 북옥저로 구분되었다는 주장이 일반적이다. 남옥저는 함흥 일대에 있었고, 남으로는 영흥 부근에서 동예와 경계를 이루었으며, 북옥저는 길림 연변에서 두만강까지 다양한 주장이 있다.
《삼국지》 『위서』 「동이전」에 의하면, 옥저와 주변국에 대한 위치 설명은 다음과 같다.
- 동옥저는 고구려 개마대산의 동쪽으로 큰 바다(大海)를 접하였다. 그 지형은 동북은 좁고, 서남은 길어서 천 리나 된다. 북쪽에는 부여와 읍루, 남쪽에는 예맥에 접하였다.

東沃沮在高句麗蓋馬大山之東 濱大海而居 其地形東北狹 西南長 可千里 北與挹婁 夫餘 南與濊貊接
- 고구려는 요동 동쪽 천리에 있으며, 남으로 조선 예맥, 동으로 옥저, 북으로 부여와 접하였다.

高句麗在遼東之東千里 南與朝鮮 濊貊 東與沃沮 北與夫餘接
- 북옥저는 치구루라고도 불린다. 남옥저에서 8백여리의 거리에 있으며, 그 풍속은 남과 북이 같으며, 읍루와 접하였다.

北沃沮一名置溝婁 去南沃沮八百餘里 其俗南北皆同 與挹婁接
- 읍루는 부여 북동쪽 천여리에 있으며, 큰 바다와 접하였다. 남쪽으로는 북옥저에 접하였고, 북쪽은 그 끝을 알지 못한다.

挹婁在夫餘東北千餘里 濱大海 南與北沃沮接 未知其北所極
- 예는 남으로 진, 북으로 고구려, 옥저와 접하였으며, 동쪽으로는 바다와 접하였다. 지금 조선의 동쪽이 모두 그 땅이다.

濊南與辰韓 北與高句麗 沃沮接 東窮大海 今朝鮮之東皆其地也
《후한서》 「동이열전」의 옥저에 대한 내용은 《삼국지》 『위서』 「동이전」과 같거나 거의 비슷하다.

### 다른 의견
다음은 통설과 다른 소수의견이다.
- 윤내현 주장 - 옥저는 원래 고조선의 제후국으로 요서지역의 대릉하 유역에 위치하고 있었으나, 위만조선이 멸망하고 한나라가 이 유역에 현토군을 설치하자 이를 피하여 동으로 이동하여 함경도에 정착한 것이 동옥저이며 옥저와 동옥저는 구별되어야 한다고 주장하였다.[7]
- 《후한서》에서,  ‘한 무제가 조선을 멸망시키고 옥저땅으로 현도군을 삼았다. 뒤에 이맥(夷貊)의 침략을 받아 군(현도군)을 고구려 서북쪽으로 옮기고는 옥저를 현으로 고치어 낙랑의 동부도위에 속하게 했다.’ 라고 하였다.[8] 이에 대하여 이덕일은 옥저를 고구려 서북쪽으로 옮긴 것으로 여겨 옥저의 위치에 의문을 제기하였다.[9]

- “(옥저는) 큰 나라 사이에 끼어 있어서 마침내 고구려에 신속(臣屬)하게 되었다.”[10]라고 하였다.[9]

## 변천
남옥저의 중심지역의 집단은 기원전 2세기경 위만조선에 복속되었고, 기원전 108년, 다시 한의 군현에 소속되었다. 임둔군에 소속된 후 기원전 82년 임둔군이 폐지되자 현도군으로 소속이 바뀌었고 기원전 75년 현도군이 제2 현도군으로 이동하였을 때 낙랑군 동부도위(東部都尉)에 소속되었다고 여겨진다. 기원후 30년 한의 제후국으로 봉해졌으나 56년에 다시 고구려에 복속되었다. 244년 관구검이 이끄는 위(魏)나라 군대에 큰 피해를 입고, 285년에 고구려의 직접지배가 시작되었다. 북옥저 지역에 남은 무리들이 이후 동부여를 이루었다고 보는데 이 동부여는 410년에 광개토대왕의 원정으로 인해 소멸되었다.

## 같이 보기
- 동옥저(東沃沮)
- 북옥저(北沃沮)
- 부여(夫餘)
- 고구려(高句麗)

## 참고 문헌 및 링크
- 일연, 《삼국유사》, 고려말
- 《한국민족문화대사전》 - '옥저'
- 위키문헌 - 《삼국지》『위지』「오환선비동이전」(한문)
- 위키문헌 - 《후한서》 「동이열전」(한문)
- 이현혜, 《한국사》4권 - 『초기국가:고조선 부여 삼한』「동예와 옥저」, 국사편찬위원회